# Temburongpsyche
Temburongpsyche is een geslacht van schietmotten uit de familie Glossosomatidae.

## Soort
- T. anakan H Malicky, 1995